# El Propagador de la libertad
El Propagador de la libertad va ser una publicació política en castellà publicada a Barcelona des de l'1 de gener de 1835 fins al març de 1838, normalment amb una periodicitat mensual. El redactor en cap era Francesc Raüll. Va ser impresa a la impremta Jacint Verdaguer fins al 1836 i a continuació es va imprimir en la d'Ignasi Estivill. Cada quadern tenia unes 30-40 pàgines i unes dimensions de 23 cm.

## Temes i col·laboradors
La revista portava per subtítol El que escribe siembra, el que lee recoge i es proposava difondre entre la gent rural les idees i les institucions liberals. Així mateix, volia divulgar algunes nocions de legislació, història, descobriments tècnics i geografia. A més a més, va propagar un cert socialisme utòpic influït per Saint-Simon. Un altre tema de la revista va ser la literatura i aquesta revista és una de les poques mostres que es conserven del Romanticisme liberal català. El Propagador de la libertad va defensar la funció social de la literatura i combaté el Classicisme com a moviment ja superat. Va difondre les obres d'Alexandre Dumas, Victor Hugo i Heine.
Els col·laboradors de la revista van ser Josep Andreu Fontcuberta, Pere Mata, F. Altés i Gurena, A. Ribot, Gener i Solanes, Antoni Gironella, J. Eydoux i J. Strozzi. Aquesta plantilla va canviar arran dels fets revolucionaris de 1836, ja que molts dels redactors van ser detinguts i van haver de marxar desterrats. Com a conseqüència d'aquests fets, Josep Andreu Fontcuberta qui utilitzava el pseudònim de José Andrew de Covert-Spring es va encarregar de la direcció de la revista. Alguns dels col·laboradors també van canviar i en aquesta època trobar a Pau Piferrer, Manuel Milà i Fontanals i Joaquim M. Bover.
L'objectiu de transmetre les noves idees entre els camperols no es va complir degut a l'alt nivell intel·lectual de la revista, que la va allunyar d'aquest sector de la població. Al final es va convertir en un difusor del romanticisme literari. El Propagador de la libertad també serà una de les revistes literàries, culturals i científiques més importants del seu temps degut als seus lligams amb els corrents progressistes.